# SPY Records
SPY Records est un label discographique indépendant new-yorkais fondé en 1977 par John Cale et Jane Friedman, actif jusqu'en 1980.

## Histoire
John Cale et Jane Friedman fondent SPY Records en 1977 puis sont rejoints par Michel Esteban et Michael Zilkha. Les bureaux de SPY Records se trouvent au 250 West 57th Street, qui est également l'adresse du bureau de John Cale.
Le concept du label veut que tous les artistes de SPY soient produits par John Cale. Le label était distribué par I.R.S.
Le logotype est dessiné par Michel Esteban, à partir de l'œil visible sur la pochette de Fear, album de John Cale.
En 1978, Michel Esteban et Michael Zilkha quittent SPY Records pour fonder leur propre label, ZE Records. SPY s'arrête en 1980.

## Discographie
- SPY 001 : Harry Toledo & The Rockets - Busted Chevrolet (7", EP)
- SPY 002 : The Necessaries - You Can Borrow My Car (7", single)
- SPY 003 : Lester Bangs - Let It Blurt  (7", single live)
- SPY 004 : Model Citizens - Untitled  (7", EP)
- SPY 005 : Marie et les garçons - Rebop / Attitudes (7", single)
- SP004 : John Cale - Sabotage (LP live)